# Norman R. „Bud“ Poile Trophy
Die Norman R. „Bud“ Poile Trophy ist eine Eishockeytrophäe der American Hockey League, die nach Bud Poile, einem ehemaligen Eishockeyspieler, Trainer, General Manager und Eishockeyfunktionär benannt ist, der 1990 in die Hockey Hall of Fame aufgenommen wurde. Die Trophäe wird seit der Saison 2015/16 wieder an den Gewinner der Western Conference vergeben. Die Auszeichnung existiert seit der Saison 2001/02.

## Gewinner
| Jahr                      | Team                       |
| Western-Conference-Sieger | Western-Conference-Sieger  |
| ------------------------- | -------------------------- |
| 2024/25                   | Colorado Eagles            |
| 2023/24                   | Coachella Valley Firebirds |
| 2022/23                   | Calgary Wranglers          |
| 2021/22                   | Chicago Wolves             |
| 2020/21                   | nicht vergeben             |
| 2019/20                   | Milwaukee Admirals         |
| 2018/19                   | Bakersfield Condors        |
| 2017/18                   | Tucson Roadrunners         |
| 2016/17                   | San Jose Barracuda         |
| 2015/16                   | Ontario Reign              |
| Midwest-Division-Sieger   |                            |
| 2014/15                   | Grand Rapids Griffins      |
| 2013/14                   | Chicago Wolves             |
| 2012/13                   | Grand Rapids Griffins      |
| 2011/12                   | Chicago Wolves             |
| Western-Conference-Sieger |                            |
| 2010/11                   | Milwaukee Admirals         |
| 2009/10                   | Hamilton Bulldogs          |
| 2008/09                   | Manitoba Moose             |
| 2007/08                   | Chicago Wolves             |
| 2006/07                   | Omaha Ak-Sar-Ben Knights   |
| 2005/06                   | Grand Rapids Griffins      |
| 2004/05                   | Rochester Americans        |
| 2003/04                   | Milwaukee Admirals         |
| West-Division-Sieger      |                            |
| 2002/03                   | Houston Aeros              |
| 2001/02                   | Grand Rapids Griffins      |